# Syssitia
Syssitia (lub fejditia) – wspólne posiłki spartiatów (pełnoprawnych obywateli spartańskich) obowiązujące wszystkich obywateli powyżej 20. roku życia i odbywające się w domach mężczyzn.

## Opis
W syssitiach nie mogli brać udziału młodzieńcy przebywający w agoge. Obecność homoioi na uczcie była obowiązkowa - zwolnieni byli tylko ci, którzy byli poza granicami Sparty (podczas wojen, składania ofiar czy polowania).
Syssitie odbywały się zazwyczaj w obecności królów (w Sparcie było ich dwóch). Królowie otrzymywali dwa posiłki, którym była czarna polewka, z czego jeden mogli oddać dowolnej osobie uczestniczącej w syssitii. Królowie w przeciwieństwie do homoioi nie byli zobowiązani do dostarczania składki na ucztę (w formie jedzenia). Homoioi, który nie dostarczył składki, był pozbawiany części praw obywatelskich.
Uczty początkowo odbywały się na siedząco, później wzorem innych miast greckich na leżąco (zamiast sof stosowane jednak były łoża z desek), przy czym nie odbywały się one każdego wieczoru.
Przy jednym stole zasiadało około 15 osób, najczęściej towarzysze z tego samego namiotu (skene) z pola bitwy. Aby zostać przyjętym do takiego towarzystwa, kandydat potrzebował aprobaty biesiadników, wyrażonej poprzez głosowanie. Wszedłszy do grupy, pozostawał jej członkiem do końca życia, choć mógł zostać z niej wyrzucony, na przykład w sytuacji, gdy nie dokładał części żywności wytwarzanej na swojej ziemi do wspólnego stołu. Dla Spartanina to członkowie grupy, a nie rodzina, byli najważniejszymi osobami od tej pory.
Uczty takie znane były również starożytnym Kreteńczykom. Na Krecie nazywano je andreia dla podkreślenia wyłącznego w nich udziału mężczyzn. Określenie to stosowano też niekiedy do określenia uczt spartańskich.

## Nazwy
Syssitia (klas. gr. syssítia, συσσίτια) to liczba mnoga rzeczownika sissítion (συσσίτιον) oznaczającego ‘siedzenie wspólnie’. Spotyka się bardziej spolszczoną wersję tego słowa: syssytia, oprócz tego używane są dwie alternatywne końcówki fleksyjne: syssitia/syssitie (por. dionizja/dionizje, bachanalia/bachanalie).
Druga nazwa, fejditia (φειδίτια), to liczba mnoga rzeczownika φιλίτιον (lub, u niektórych autorów, φειδίτιον), oznaczającego pomieszczenie, w którym stał stół do wspólnych posiłków.
Słowo andreia (andreĩa, ἀνδρεῖα) to znominalizowany przymiotnik, forma liczby mnogiej rodzaju nijakiego przymiotnika andreĩos (ἀνδρεῖος), ‘męski’.